# Reinhard Kleist
Reinhard Kleist est un auteur de bande dessinée allemand. Il a reçu trois fois le prix Max et Moritz, dont en 2018 le prix du meilleur auteur germanophone, et ses bandes dessinées sont traduites dans de nombreuses langues.

## Biographie
Il est né en 1970 à Hürth en Allemagne. Après des études de graphisme et de design à la Fachhochschule (IUT) de Münster, il s'installe en 1996 à Berlin. Il partage son atelier au Berlin-Prenzlauer Berg avec d'autres auteurs de BD berlinois, notamment : Mawil, Fil & Naomi Fearn (de).

## Publications en français
- Berlinoir (scénario de Tobias O. Meissner) tome 1 et 2, Akileos 2003 et 2004
- Les rats dans les murs, Akileos Collection Regard Noir & Blanc, 2004
- Johnny Cash[1], Dargaud, 2008, réédition en 2018 (Johnny Cash - I see a darkness, Casterman)[2],[3]
- Castro[4], Casterman Écritures, 2012
- Le Boxeur[5],[6], Casterman Collection Écritures, 2013
- Rêve d'Olympe[7], La Boîte à bulles, 2016
- Nick Cave - Mercy on me[3],[8],[9], Casterman, 2018
- Knock out !, Casterman Collection Écritures, 2020

## Distinctions et récompenses
- 1996 : Prix Max et Moritz de la meilleure bande dessinée de langue allemande pour Les Rats dans les murs et autres nouvelles d'après H.P. Lovecraft (avec Roland Hueve)[10]
- 2007 :
  - Prix Peng ! de la meilleure bande dessinée allemande pour Johnny Cash[10]
  - Publikumspreis Sondermann pour Johnny Cash[10]
- 2008 :
  - Prix Max et Mortiz de la meilleure bande dessinée de langue allemande pour Johnny Cash
  - Prix ICOM (de) pour The Secrets of Coney Island
- 2013 :
  - Berliner Bär
  - Prix Peng ! de la meilleure bande dessinée allemande pour Le Boxeur
  - Deutscher Jugendliteraturpreis pour Le Boxeur
  - Grand Prix de Lyon pour Le Boxeur
- 2016 : Prix Gustav-Heinemann-Frieden pour Der Traum von Olympia (Rêve d'Olympe)[11]
- 2018 :  Prix Max et Moritz du meilleur auteur germanophone de bande dessinée[12]